# Горна Ульбінка
Го́рна Ульбі́нка (каз. Таулы Үлбі) — село у складі Глибоківського району Східноказахстанської області Казахстану. Входить до складу Тарханського сільського округу.
Населення — 106 осіб (2021; 121 у 2009, 158 у 1999, 262 у 1989).
Національний склад станом на 1989 рік:
- росіяни — 100 %